# Saison 2006 de l'équipe cycliste Caisse d'Épargne-Illes Balears
En 2006, l'équipe cycliste Caisse d'Épargne participe pour la deuxième saison consécutive au ProTour. C'est une très bonne année pour l'équipe qui termine à la deuxième place du classement par équipes de l'épreuve, grâce aux performances d'Alejandro Valverde (vainqueur de la Flèche wallonne, Liège-Bastogne-Liège, deuxième du Tour d'Espagne et troisième du Championnat du monde), et du vainqueur du Tour de France Óscar Pereiro

## Effectif
Renouvellement assez grand pour l'équipe au début de la saison, que quittent son leader Francisco Mancebo, ainsi que les frères Aitar et Unai Osa. Douze coureurs sont embauchés, dont quatre Français parmi lesquels Florent Brard, afin de satisfaire le nouveau sponsor Groupe Caisse d'épargne. La principale arrivée est celle d'Óscar Pereiro, un bon coureur polyvalent, deux fois dixième du Tour de France.
| Cycliste                   | Date de naissance | Nationalité | Équipe 2005          |
| -------------------------- | ----------------- | ----------- | -------------------- |
| David Arroyo               | 07.01.1980        | Espagne     |                      |
| Éric Berthou               | 23.01.1980        | France      | RAGT Semences        |
| Florent Brard              | 07.02.1976        | France      | Agritubel            |
| José Luis Carrasco         | 27.04.1982        | Espagne     |                      |
| Antonio Colom              | 11.05.1978        | Espagne     |                      |
| Vladimir Efimkin           | 02.12.1981        | Russie      | Team Barloworld      |
| Imanol Erviti              | 15.11.1983        | Espagne     |                      |
| Marco Fertonani            | 08.07.1976        | Italie      | Domina Vacanze       |
| Isaac Gálvez               | 20.05.1975        | Espagne     |                      |
| José Vicente García Acosta | 04.08.1972        | Espagne     |                      |
| José Iván Gutiérrez        | 27.11.1978        | Espagne     |                      |
| Joan Horrach               | 27.03.1974        | Espagne     |                      |
| José Cayetano Julià        | 01.07.1979        | Espagne     |                      |
| Vladimir Karpets           | 20.09.1980        | Russie      |                      |
| Pablo Lastras              | 20.01.1976        | Espagne     |                      |
| Iker Leonet                | 10.12.1983        | Espagne     |                      |
| Alexei Markov              | 26.05.1979        | Russie      | Milaneza-Maia        |
| Óscar Pereiro              | 03.08.1977        | Espagne     | Phonak               |
| Aitor Pérez Arrieta        | 24.07.1977        | Espagne     | Spuik                |
| Francisco Pérez Sánchez    | 22.07.1978        | Espagne     | Milaneza-Maia        |
| Mathieu Perget             | 19.09.1984        | France      | (néo-pro)            |
| Nicolas Portal             | 23.04.1979        | France      | AG2R Prévoyance      |
| Mikel Pradera              | 06.03.1975        | Espagne     |                      |
| Vicente Reynés             | 30.07.1981        | Espagne     |                      |
| Joaquim Rodríguez          | 12.03.1979        | Espagne     | Saunier Duval-Prodir |
| Alejandro Valverde         | 25.04.1980        | Espagne     |                      |
| Constantino Zaballa        | 15.05.1978        | Espagne     | Saunier Duval-Prodir |
| Xabier Zandio              | 17.03.1977        | Espagne     |                      |

## Déroulement de la saison
L'équipe réalise un bon début de saison 2006 : en février, Isaac Gálvez remporte les deux premiers trophées de l'inaugural Challenge de Majorque, Ivan Gutierrez la seconde étape du Tour méditerranéen, Antonio Colom une étape et le classement final du Tour de la Communauté valencienne, Francisco Pérez Sánchez la Classique d'Almeria. Mars entérine la domination de l'équipe sur les épreuves espagnoles du circuit continentale : victoire d'étape au Tour de Murcie pour Alejandro Valverde et Ivan Gutierrez, qui termine finalement second ; au Tour de Castille-et-León pour José Vicente García Acosta et Marco Fertonani. Ivan Gutierrez termine le même mois quatrième du Critérium international de la route.
L'entame du ProTour est plus délicate : la victoire d'étape de Joaquim Rodríguez sur Paris-Nice et la troisième place d'Antonio Colom ne masquent pas l'absence de performance sur Tirreno-Adriatico, Milan-San Remo, et les premières classiques flandriennes et françaises. Cependant, Valverde gagne une étape et finit deuxième du Tour du Pays basque puis, coup sur coup, remporte la Flèche wallonne et Liège-Bastogne-Liège (course qu'aucun espagnol n'avait jamais gagné). L'équipe n'avait encore jamais remporté de très grande classique. Valverde continue sur sa lancée, en réalisant un bon Tour de Romandie (une victoire, deux deuxièmes places, une troisième place finale). Sur le circuit continental, Alexei Markov gagne une étape du Tour de La Rioja, que Vladimir Efimkin termine à la troisième place, Ivan Gutierrez remporte la dernière étape des Quatre Jours de Dunkerque, Vladimir Karpets finit second de la Clásica de Alcobendas.
Le mois de mai est marqué par la tenue du Tour d'Italie où Joan Horrach gagne la onzième étape, et Efimkin et Francisco Pérez Sánchez atteignent chacun une fois la seconde place. Cependant, faute d'une équipe assez forte (son leader, Ivan Gutierrez, termine 24e), Caisse d'Épargne-Illes Balears n'y brille pas. Le Tour de Catalogne, malgré des deuxième place de Vladimir Karpets et David Arroyo, n'est guère meilleur, et l'équipe est inexistante à la Bicyclette basque. Quelques jours plus tard, Valverde connaît des difficultés lors du Critérium du Dauphiné libéré, qu'il ne termine qu'à la septième place. Le Tour de Suisse n'est guère plus brillant pour l'équipe. Fin juin, Florent Brard remporte le championnat de France, qui se déroule pourtant en Vendée sur les terres de l'équipe Bouygues Telecom. En Espagne, les coureurs boycottent la course à la suite de l'Affaire Puerto. Juste avant le Tour de France, l'équipe, après un très bon début de saison, semble donc marquer le pas.
Valverde, cinquième du prologue, semble bien parti, mais il se casse la clavicule lors de la troisième étape. Dès lors l'équipe, qui semble privée de leader, est invisible. Lors de la treizième étape, Óscar Pereiro fait partie de l'échappée qui arrive avec trente minutes d'avance sur le peloton, et prend le maillot jaune, alors qu'il avait plus de vingt-minutes de retard la veille, après une traversée des Pyrénées catastrophique. Le coureur espagnol réussit à garder la première place, dans une très bonne traversée des Alpes, marquée par l'énorme défaillance plus la très large victoire d'étape de Floyd Landis. Malgré une quatrième place lors du contre-la-montre final, Pereiro perd le maillot jaune au profit de Landis et termine deuxième de l'épreuve-reine du calendrier. Cependant, quelques jours plus tard, Landis est déclaré positif à la suite d'un contrôle effectué le jour de sa surprenante victoire alpine (il avait terminé 5 minutes trente devant le second). Un an et demi plus tard, Pereiro est déclaré vainqueur de l'épreuve.
Mi-août, Gutierrez remporte deux étapes du Tour de Burgos. L'équipe commence le Tour d'Espagne (du 26 août au 17 septembre) par une seconde place lors du prologue par équipes. Valverde remporte la septième étape, puis prend le maillot de oro à l'issue de la neuvième étape, qu'il termine second, tout comme la seizième étape. Alexandre Vinokourov lui passe devant le lendemain, après une longue échappée avec son coéquipier Danielson. Valverde termine second. En octobre, Joaquim Rodríguez remporte la première étape de l'Escalade de Montjuïc puis Valverde termine troisième du championnat du monde en ligne, clôturant son exceptionnelle saison.
Le 26 novembre, Isaac Gálvez qui participait aux Six jours de Gand (champion du monde cette année de l'américaine avec Joan Llaneras), chute lourdement après un contact avec Dimitri De Fauw et heurte une balustrade. Il est réanimé sur place mais décède lors de son transfert à la clinique de Gand.
En 2006, après un très bon début de saison, l'équipe, hormis Valverde jusqu'en octobre, et Pereiro sur le Tour de France, a donc réalisé peu de bonnes performances.

### Victoires
| Victoires | Victoires                                             | Victoires | Victoires | Victoires                  | Victoires |
| Date      | Course                                                | Pays      | Classe    | Vainqueur                  |           |
| --------- | ----------------------------------------------------- | --------- | --------- | -------------------------- | --------- |
| 5 fév.    | Trofeo Mallorca                                       | Espagne   | 1.1       | Isaac Gálvez               |           |
| 6 fév.    | Trofeo Cala Millor                                    | Espagne   | 1.1       | Isaac Gálvez               |           |
| 9 fév.    | 2e étape du Tour méditerranéen cycliste professionnel | France    | 2.1       | José Iván Gutiérrez        |           |
| 24 fév.   | 4e étape du Tour de la Communauté valencienne         | Espagne   | 2.1       | Antonio Colom              |           |
| 25 fév.   | Classement général, Tour de la Communauté valencienne | Espagne   | 2.1       | Antonio Colom              |           |
| 26 fév.   | Clásica de Almería                                    | Espagne   | 1.1       | Francisco Pérez Sánchez    |           |
| 2 mars    | 2e étape du Tour de Murcie                            | Espagne   | 2.1       | Alejandro Valverde         |           |
| 3 mars    | 3e étape du Tour de Murcie                            | Espagne   | 2.1       | José Iván Gutiérrez        |           |
| 10 mars   | 5e étape, Paris-Nice                                  | France    | 2.PT      | Joaquim Rodríguez          |           |
| 22 mars   | 3e étape du Tour de Castille-et-León                  | Espagne   | 2.1       | José Vicente García Acosta |           |
| 23 mars   | 4e étape du Tour de Castille-et-León                  | Espagne   | 2.1       | Marco Fertonani            |           |
| 3 avr.    | 1re étape du Tour du Pays basque                      | Espagne   | 2.PT      | Alejandro Valverde         |           |
| 19 avr.   | La Flèche Wallonne                                    | Belgique  | 1.PT      | Alejandro Valverde         |           |
| 21 avr.   | 1re étape du Tour de La Rioja                         | Espagne   | 2.1       | Alexei Markov              |           |
| 23 avr.   | Liège-Bastogne-Liège                                  | Belgique  | 1.PT      | Alejandro Valverde         |           |
| 29 avr.   | 4e étape du Tour de Romandie                          | Suisse    | 2.PT      | Alejandro Valverde         |           |
| 7 mai     | 5e étape des Quatre Jours de Dunkerque                | France    | 2.HC      | Isaac Gálvez               |           |
| 19 mai    | 12e étape du Tour d'Italie                            | Italie    | 2.PT      | Joan Horrach               |           |
| 25 juin   | Championnat de France sur route                       | France    | CN        | Florent Brard              |           |
| 23 juill. | Classement général, Tour de France                    | France    | 2.PT      | Óscar Pereiro              |           |
| 8 août    | 3e étape du Tour de Burgos                            | Espagne   | 2.HC      | José Iván Gutiérrez        |           |
| 10 août   | 5e étape du Tour de Burgos                            | Espagne   | 2.HC      | José Iván Gutiérrez        |           |
| 1 sept.   | 7e étape du Tour d'Espagne                            | Espagne   | 2.PT      | Alejandro Valverde         |           |

### Classements ProTour

#### Individuel
| Rang | Coureur                 | Points |
| ---- | ----------------------- | ------ |
| 1    | Alejandro Valverde      | 285    |
| 21   | Óscar Pereiro           | 108    |
| 37   | Antonio Colom           | 71     |
| 57   | Vladimir Karpets        | 43     |
| 132  | Joan Horrach            | 8      |
| 136  | Isaac Gálvez            | 7      |
| 140  | Joaquim Rodríguez       | 7      |
| 142  | David Arroyo            | 6      |
| 164  | Vladimir Efimkin        | 4      |
| 170  | Francisco Pérez Sánchez | 4      |
| 188  | José Iván Gutiérrez     | 2      |
| 191  | Pablo Lastras           | 2      |

#### Équipe
L'équipe Caisse d'Épargne-Illes Balears a terminé à la 2e place avec 350 points.